# Patrick Moutal

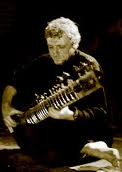
Patrick Moutal

Patrick Moutal (Lyon, 1951) is een Franse sitarspeler en musicoloog. Hij doceert sinds 1984 Noord-Indiase klassieke muziek aan het Henri Dutilleux Conservatorium van Parijs.

## Biografie
Op 18-jarige leeftijd ging hij naar India om Hindoestaanse muziek te studeren. Hij leerde Hindi en vestigde zich in Benares waar hij 14 jaar verbleef. In 1970 werd hij toegelaten tot de Banaras Hindu-universiteit als student sitar. Onder leiding van Dr K.C. Gangrade en Pt Lalmani Misra behaalde hij de volgende diploma's:
- Diploma sitar (1973)
- Bachelordiploma met de Gold Medal (1976)
- Masterdiploma met Omkarnath Thakur Prize (1978)
- Masterdiploma in de Franse taal (1979)
- WO of Performance & Compositions (1983)

In zijn doctoraatsjaar schreef hij twee Engelstalige boeken over raga's.
Van 1977 tot 1983 speelde hij regelmatig  op de publieke radio-omroep All India Radio.
Op initiatief van Maurice Fleuret keerde hij in 1983 terug naar Frankrijk en begon er les te geven aan het Henri Dutilleux Conservatorium van Parijs. Sindsdien is hij gewijd aan het bevorderen van de Indiase muziekcultuur.